# Prémio Erckmann-Chatrian
O prémio Erckmann-Chatrian é um prémio literário anual da Lorena, na França. Recompensa uma obra escrita por um habitante da região da Lorena ou uma obra relacionada com a Lorena. É-lhe dado o nome de Prémio Goncourt da Lorena. O júri é composto por pessoas dos quatro departamentos da Lorena ligadas à literatura.
Em 1989 juntou-se ao prémio uma Bolsa, que foi dividida em 1993 em "Bolsa de História" e "Bolsa de monografia".

## Lista de premiados
(O prémio não foi atribuído nos anos de 1940 a 1944 devido à Segunda Guerra Mundial)
- 1925 : Eugène Mathis, Les Héros : gens de Fraize, L. Fleurent éd.
- 1926 : Léopold Bouchot, Manuel d'histoire de Lorraine
- 1927 : Henry Thierry, Anthologie lorraine
- 1928 : Robert Parisot, Histoire de Lorraine
- 1929 : Gabriel Gobron, Contes du Rupt-de-Mad
- 1930 : Fernand Rousselot, A l'ombre du mirabellier

- 1957 : Jean L'Hôte, La communale
- 1982 : Jules Dauendorffer, J'étais un Malgré-Nous
- 1984 : Gilles Laporte, Le Moulin du Roué
- 1998 : Gaston-Paul Effa, Mâ (Grasset)
- 1999 : Philippe Claudel, Meuse l'oubli (Balland)
- 2000 : Joël Égloff, Les Ensoleillés (Le Rocher)
- 2001 : Jocelyne François, Portrait d'un homme au crépuscule (Mercure de France)
- 2002 : Hubert Mingarelli, La Beauté des loutres(Seuil)
- 2003 : Pierre Pelot, C'est ainsi que les hommes vivent (Denoël)
- 2004 : Gérard Oberlé Retour à Zornhoff (Grasset)
- 2005 : Jeanne Cressanges, Le soleil des pierres (Le Cherche-Midi)
- 2006 : Georges-Paul Cuny, Anna (L'Âge d'Homme)
- 2007 : Michel Bernard, La tranchée de Calonne (La Table Ronde)
- 2008 : Gérald Tenenbaum, L'Ordre des jours (Héloïse d'Ormesson)
- 2009 : Pierre Hanot, Les clous du fakir (Fayard Noir)
- 2010 : Élise Fontenaille, Les disparues de Vancouver (Grasset)
- 2011 : Yves Simon, La Compagnie des femmes (Stock)
- 2012 : Tierno Monénembo, Le Terroriste noir (Seuil)
- 2013 : Maria Pourchet, Rome en un jour (Gallimard)
- 2014 : Nicolas Mathieu, Aux animaux la guerre (Actes Sud)
- 2015 : Hélène Gestern, Portrait d'après blessure (Arléa)
- 2016 : Michel Louyot, Un chouan lorrain (Paraiges)
- 2017 : Edith Masson, Des carpes et des muets (Editions du Sonneur)